# Липучка для мух

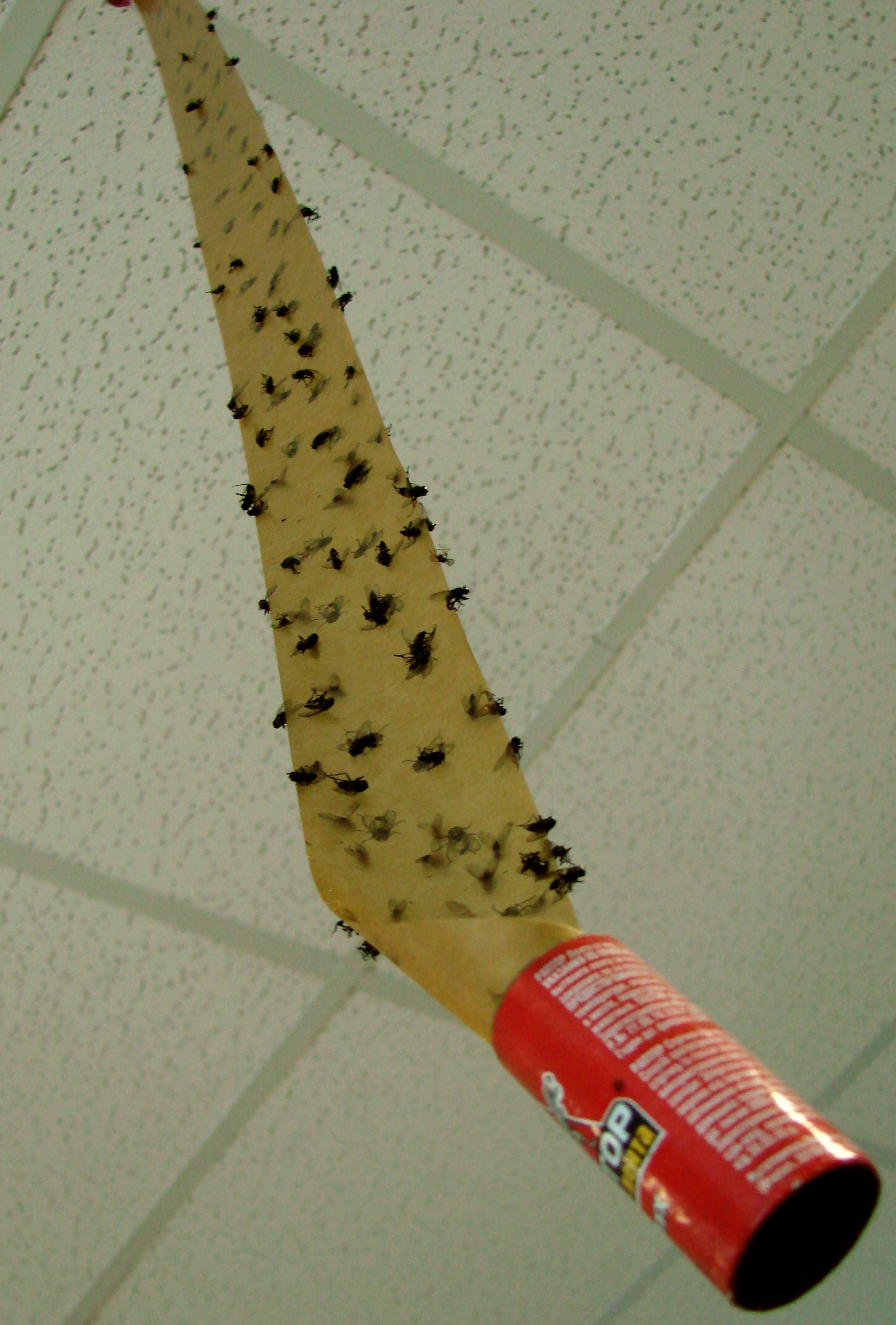

Липучка для мух (мухоловка) — одно из простых в изготовлении средств для борьбы с мухами и другими летающими насекомыми в помещениях. «Классическая» липучка для мух представляет собой свёрнутый в трубку листок плотной бумаги (картона), смазанную каким-либо ароматным и очень липким веществом, к которому насекомые прилипают, садясь на намазанный картон. Типичная липучка для мух представляет из себя подвешиваемую под потолком ленту, имеющую размеры до 50 см в длину и 5 см в ширину.

## Применение

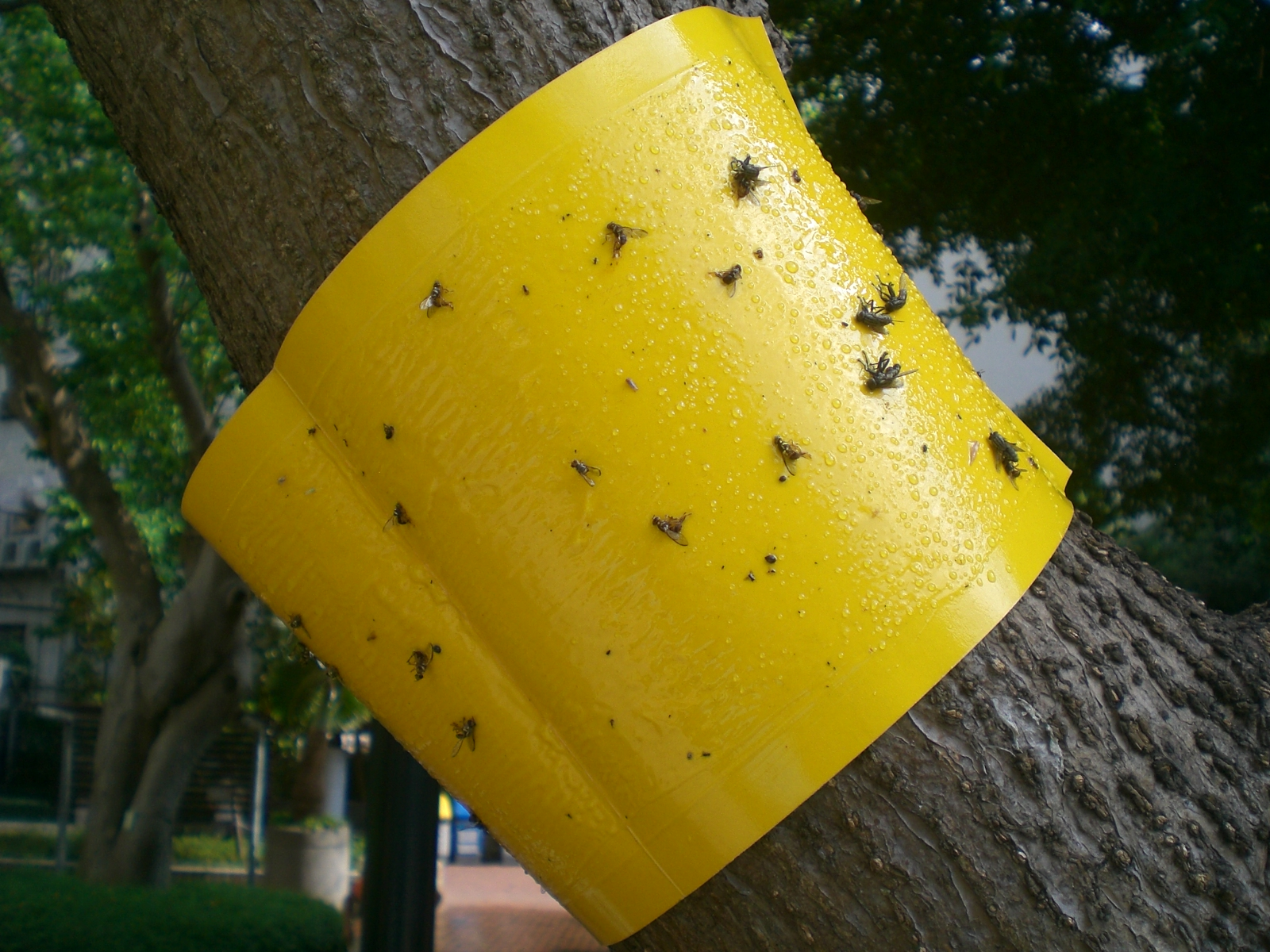
Липкие инсектицидные ленты применяются и для защиты крон деревьев от ползающих и летающих насекомых как разновидность ловчего пояса

Подвешивается, как правило, под потолком. Для закрепления на нижнюю часть трубки надевается какая-либо небольшая цилиндрическая конструкция (пластиковая баночка или катушка). В этот же цилиндр прилипшие насекомые будут спадать, когда их станет слишком много или когда клейкие свойства субстанции, которой смазан картон, исчезнут от времени. Клейкая субстанция может приготавливаться из разнообразных ингредиентов — от мёда и сиропа до смол и канифоли.

## История создания
Первая липучка для мух была изготовлена кондитером из Вайблингена Теодором Кайзером (1862—1930). На протяжении многих лет он, как и другие исследователи в других странах, пробовал намазывать картон различными сиропами для привлечения насекомых, однако сироп слишком быстро стекал с него или засыхал. Идея завернуть картон в трубку и закрепить цилиндриком пришла к нему во время отдыха в чешских землях и посещения одного магазина в тех краях, где продавали картон. В дополнение к этому он совместно со своим приятелем-химиком сумел найти оптимальное сочетание различных ингредиентов для производства липкой смеси, которая сохраняла бы свои свойства на протяжении многих недель в различных температурных условиях. В 1910 году Кайзер начал производство липучек для мух под торговой маркой Aeroplan, хотя уже в следующем году её пришлось переименовать в Aeroxon из-за споров с производителями самолётов.